# The Lion's Mouse
The Lion's Mouse er en stumfilm fra 1923 af Oscar Apfel.

## Medvirkende
- Wyndham Standing som Dick Sands
- Mary Odette
- Rex Davis som Justin O'Reilly
- Marguerite Marsh som Olga Beverley
- Carl Tobi som Stephen
- Skabelon:Greta Lobo
- Willem van der Veer